# Roman Nitecki
Roman Wiktor Nitecki (ur. 24 marca 1913 w Nowym Jorku, zm. 10 września 1939 w Walewicach) – podporucznik kawalerii Wojska Polskiego, kawaler Orderu Virtuti Militari.

## Życiorys
Urodził się 24 marca 1913 w Nowym Jorku, w rodzinie Mieczysława (1886–1944), majora intendenta i Wandy z Ulatowskich (ur. 1890). W sierpniu 1928 przeniósł się z rodziną z Warszawy do Poznania, a w czerwcu 1931 do Swarzędza.
Był absolwentem Szkoły Podchorążych Kawalerii w Grudziądzu (XIV promocja im. Marszałka Józefa Piłsudskiego 1935–1937). Na stopień podporucznika został mianowany ze starszeństwem z 1 października 1937 i 50. lokatą w korpusie oficerów kawalerii. Pełnił służbę w 17 pułku ułanów w Lesznie na stanowisku dowódcy plutonu w 1. szwadronie. W czasie kampanii wrześniowej 1939 walczył w szeregach macierzystego pułku na stanowisku dowódcy II plutonu 1. szwadronu.
Poległ 10 września 1939 w Walewicach. Z relacji dowódcy 1. szwadronu rotmistrza Michała Gutowskiego wynika, że „dostał serię z pistoletu maszynowego w głowę i piersi i padł martwy”. Został pochowany na miejscowym cmentarzu, a później ekshumowany i przeniesiony na Cmentarz Wojskowy na Powązkach (kwatera A17, rząd 7, miejsce 14).
Roman Nitecki został pośmiertnie odznaczony Krzyżem Srebrnym Orderu Wojskowego Virtuti Militari.